# Жилое Рыдно
Жилое Рыдно — деревня в Ям-Тёсовском сельском поселении Лужского района Ленинградской области.

## История
Впервые упоминается в Писцовой книге Водской пятины 1500 года, как деревня Рыдно в Климентовском Тёсовском погосте Новгородского уезда.

ЖИЛОЕ РЫДНО — деревня при реке Рыденке. Мало-Березницкого сельского общества, прихода села Климентовского.
 
Крестьянских дворов — 12. Строений — 64, в том числе жилых — 10. Две мелочных лавки. 

Число жителей по семейным спискам 1879 г.: 25 м. п., 29 ж. п.; по приходским сведениям 1879 г.: 29 м. п., 33 ж. п.

Сборник Центрального статистического комитета описывал её так:

ЖИЛАЯ РЫДНА — деревня бывшая владельческая при реке Рыденке, дворов — 10, жителей — 40; Две лавки. (1885 год)

В конце XIX — начале XX века, деревня административно относилась к Тёсовской волости 3-го стана 3-го земского участка Новгородского уезда Новгородской губернии.

ЖИЛОЕ РЫДНО — деревня Березницкого сельского общества, дворов — 13, жилых домов — 13, число жителей: 25 м. п., 25 ж. п. 

Занятия жителей — земледелие, выпас телят. (1907 год)

В начале XX века близ деревни находились древние могилы и каменные кресты.

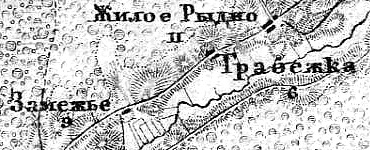
Деревня Жилое Рыдно на карте 1915 года

Согласно карте из «Исторического атласа Санкт-Петербургской Губернии» 1915 года деревня Жилое Рыдно насчитывала 11 крестьянских дворов.
С 1917 по 1927 год деревня Малое Рыдно входила в состав Тёсовской волости Новгородского уезда Новгородской губернии.
С 1927 года, в составе Березницкого сельсовета Оредежского района.
В 1928 году население деревни Малое Рыдно составляло 184 человека.
С 1930 года, в составе Мало-Березницкого сельсовета.
По данным 1933 года деревня называлась Жилое Рыдно и входила в состав Березницкого сельсовета Оредежского района.

План деревни Жилое Рыдно. 1937 год

Согласно топографической карте 1937 года деревня насчитывала 15 крестьянских дворов. В деревне находились: сельсовет, почта и медпункт.
C 1 августа 1941 года по 31 января 1944 года деревня находилась в оккупации.
С 1954 года, в составе Заручьёвского сельсовета.
С 1959 года, в составе Лужского района.
В 1965 году население деревни составляло 18 человек.
По данным 1966 года деревня Жилое Рыдно также входила в состав Заручьёвского сельсовета Лужского района.
По данным 1973 и 1990 годов деревня Жилое Рыдно входила в состав Приозёрного сельсовета.
По данным 1997 года в деревне Жилое Рыдно Приозёрной волости проживал 1 человек, в 2002 году — 7 человек (все русские).
В 2007 году в деревне Жилое Рыдно Ям-Тёсовского СП проживали 3 человека, в 2010 году — 11, в 2013 году — 4.

## География
Деревня расположена в восточной части района близ автодороги 41А-004 (Павлово — Мга — Луга).
Расстояние до административного центра поселения — 26 км.
Расстояние до ближайшей железнодорожной станции Чолово — 30 км. 
Деревня находится на правом берегу реки Рыденка.

## Демография
| 1879 | 1885 | 1909 | 1928 | 1965 | 1997 | 2007 |
| ---- | ---- | ---- | ---- | ---- | ---- | ---- |
| 54   | ↘40  | ↗50  | ↗184 | ↘18  | ↘1   | ↗3   |
| 2010 | 2013 | 2017 |      |      |      |      |
| ↗11  | ↘4   | ↘2   |      |      |      |      |

## Улицы
Луговая, Центральная.